# Ce qu'on fait par amour...
Ce qu'on fait par amour... (What I Did for Love) est un téléfilm américain réalisé par Mark Griffiths, et diffusé le 9 décembre 2006 sur Hallmark Channel.

## Fiche technique
- Titre original : What I Did for Love
- Réalisation : Mark Griffiths
- Scénario : Marjorie Sweeney
- Photographie : James W. Wrenn
- Musique : Kevin Kiner
- Pays : États-Unis
- Durée : 84 minutes

## Distribution
- Jeremy London (VF : Vincent Ropion) : James
- Dorie Barton (VF : Karine Foviau) : Sadie Ryder
- James Gammon : Karl Ryder
- Steve Monroe : Jake Ryder
- Sally Struthers (VF : Yvette Petit) : Tante Trudy
- Jonny Acker : Travis Ryder
- Sean Andrews : Cow-boy
- James Edson : Larry
- Chase Hoyt (en) (VF : Fabien Jacquelin) : Zeb Ryder
- James Lashly : Bill
- John Littlefield : Clint